# 대한민국의 영화 목록
다음은 대한민국에서 제작한 영화 목록이다.

## 장르/유형별
- 대한민국의 코미디 영화 목록
- 대한민국의 멜로 영화 목록
- 대한민국의 공포 영화 목록
- 대한민국의 전쟁 영화 목록
  - 한국 전쟁을 소재로 한 영화

## 연도별

### 1940~1950년대
- 1948년 대한민국의 영화 목록
- 1949년 대한민국의 영화 목록
- 1950년 대한민국의 영화 목록
- 1951년 대한민국의 영화 목록
- 1952년 대한민국의 영화 목록
- 1953년 대한민국의 영화 목록
- 1954년 대한민국의 영화 목록
- 1955년 대한민국의 영화 목록
- 1956년 대한민국의 영화 목록
- 1957년 대한민국의 영화 목록
- 1958년 대한민국의 영화 목록
- 1959년 대한민국의 영화 목록

### 1960년대
- 1960년 대한민국의 영화 목록
- 1961년 대한민국의 영화 목록
- 1962년 대한민국의 영화 목록
- 1963년 대한민국의 영화 목록
- 1964년 대한민국의 영화 목록
- 1965년 대한민국의 영화 목록
- 1966년 대한민국의 영화 목록
- 1967년 대한민국의 영화 목록
- 1968년 대한민국의 영화 목록
- 1969년 대한민국의 영화 목록

### 1970년대
- 1970년 대한민국의 영화 목록
- 1971년 대한민국의 영화 목록
- 1972년 대한민국의 영화 목록
- 1973년 대한민국의 영화 목록
- 1974년 대한민국의 영화 목록
- 1975년 대한민국의 영화 목록
- 1976년 대한민국의 영화 목록
- 1977년 대한민국의 영화 목록
- 1978년 대한민국의 영화 목록
- 1979년 대한민국의 영화 목록

### 1980년대
- 1980년 대한민국의 영화 목록
- 1981년 대한민국의 영화 목록
- 1982년 대한민국의 영화 목록
- 1983년 대한민국의 영화 목록
- 1984년 대한민국의 영화 목록
- 1985년 대한민국의 영화 목록
- 1986년 대한민국의 영화 목록
- 1987년 대한민국의 영화 목록
- 1988년 대한민국의 영화 목록
- 1989년 대한민국의 영화 목록

### 1990년대
- 1990년 대한민국의 영화 목록
- 1991년 대한민국의 영화 목록
- 1992년 대한민국의 영화 목록
- 1993년 대한민국의 영화 목록
- 1994년 대한민국의 영화 목록
- 1995년 대한민국의 영화 목록
- 1996년 대한민국의 영화 목록
- 1997년 대한민국의 영화 목록
- 1998년 대한민국의 영화 목록
- 1999년 대한민국의 영화 목록

### 2000년대
- 2000년 대한민국의 영화 목록
- 2001년 대한민국의 영화 목록
- 2002년 대한민국의 영화 목록
- 2003년 대한민국의 영화 목록
- 2004년 대한민국의 영화 목록
- 2005년 대한민국의 영화 목록
- 2006년 대한민국의 영화 목록
- 2007년 대한민국의 영화 목록
- 2008년 대한민국의 영화 목록
- 2009년 대한민국의 영화 목록

### 2010년대
- 2010년 대한민국의 영화 목록
- 2011년 대한민국의 영화 목록
- 2012년 대한민국의 영화 목록
- 2013년 대한민국의 영화 목록
- 2014년 대한민국의 영화 목록
- 2015년 대한민국의 영화 목록
- 2016년 대한민국의 영화 목록
- 2017년 대한민국의 영화 목록
- 2018년 대한민국의 영화 목록
- 2019년 대한민국의 영화 목록

### 2020년대
- 2020년 대한민국의 영화 목록
- 2021년 대한민국의 영화 목록
- 2022년 대한민국의 영화 목록
- 2023년 대한민국의 영화 목록
- 2024년 대한민국의 영화 목록

## 같이 보기
- 영화 목록
- 한국 영화
- 대한민국의 흥행 영화 목록